# Особняк на Зелёной
«Особняк на Зелёной» (пол. Ostatni kurs) — польский художественный фильм, снятый в 1963 году режиссёром Яном Баторы по повести автора сценария «Смерть и Ковальский». Детектив.

## Сюжет
На территории Гдыни происходят убийства водителей такси. Следствие проводит поручик Шиманский из криминального отдела гданьского управления гражданской милиции. После убийства таксиста Казимежа Гурского Шиманский начинает подозревать таксиста Хенрика Ковальского, напарника и компаньона Гурского. Расследование приводит в дом на улице Зелёной в районе Орлово — южной части гдынского взморья...

## В ролях
- Станислав Микульский — Хенрик Ковальский, таксист
- Магдалена Соколовская — Марыся, невеста Ковальского
- Барбара Рыльска — Кристина, певица в ресторане «Орион»
- Адольф Хроницкий — Бурыч, директор
- Венчислав Глинский — поручик милиции Шиманский
- Хуго Кшиский — капитан милиции Радзиковский
- Эмиль Каревич — Юрек, бармен в ресторане «Орион», член банды
- Рышард Петруский — Адам, член банды
- Тадеуш Косударский — «Черный», член банды
- Тадеуш Гвяздовский — Казимеж Гурский (Казик), таксист, напарник Ковальского
- Роман Сыкала — Бурыч, директор, пассажир Казика

## Дубляж
Фильм дублирован на киностудии им. М. Горького в 1963 году. 
 Режиссёр дубляжа М. Сауц, звукооператор В. Дмитриев.
В титрах «Роли исполняют и дублируют» указаны:
- Хенрик Ковальский – Анатолий Кузнецов
- Поручик Шиманский – Артем Карапетян
- Капитан Радзиковский – Михаил Глузский
- Юрек – Олег Голубицкий
- Бурыч – Феликс Яворский
- Сержант – Эдуард Изотов

## Интересные факты
- Джо Алекс, указанный в титрах автором сценария — псевдоним польского писателя Мацея Сломчинского, который снискал под ним известность как автор детективов про частного сыщика Джо Алекса. Однако повесть «Смерть и Ковальский», ставшая литературным первоисточником фильма, вышла под псевдонимом Казимеж Квасьневский.
- Улица Зелёная в Гдыне существует, однако не в Орлово[пол.], что в южной части гдынского взморья, а в Оксыве[пол.], на севере взморья.